# Trần Yến Chi
Trần Yến Chi hay Yến Chi là nữ diễn viên, giảng viên lĩnh vực sân khấu và điện ảnh người Việt Nam, bà được biết đến là người thể hiện Nam Phương Hoàng hậu thành công nhất.

## Tiểu sử
Trần Yến Chi sinh năm 1967 tại Hà Nội, bà là con gái của nhà văn - nhà biên kịch Trần Kim Thành, mẹ của bà là một bác sĩ. Yến Chi từng là học sinh chuyên toán cấp 2, 3 trường Nguyễn Gia Thiều - Hà Nội, tốt nghiệp phổ thông, bà thi vào Đại học Bách Khoa, nhưng khi các chị em trong gia đình cùng có sự băn khoăn vì không có ai nối nghiệp bố, bà đã đổi ý và thi vào Khóa I hệ Đại học của Trường Đại học Sân khấu - Điện ảnh Hà Nội từ năm 1985 đến 1990.

## Sự nghiệp
Năm 1988, Yến Chi tham gia cuộc thi Hoa hậu Báo Tiền Phong và giành Giải 4 - Giải thanh lịch. Sau khi tốt nghiệp bà được giữ lại trường làm giảng viên Kỹ thuật biểu diễn đến năm 1994, vào năm 1995 bà vào nam làm giảng viên tại trường Đại học Sân khấu Điện ảnh Thành phố Hồ Chí Minh cho đến nay. Sau 9 năm diễn trên sân khấu và giảng dạy, Yến Chi tiếp tục theo học khóa đạo diễn sân khấu.
Năm 2000, bà được đạo diễn Nguyễn Quốc Hưng mời tham gia tác phẩm đầu tay của ông, bộ phim video có tựa đề Tôi vào đời, cũng trong năm này bà tốt nghiệp thạc sĩ nghệ thuật học chuyên ngành đạo diễn sân khấu. Năm 2004, khi đang bảo vệ bằng thạc sĩ bà tiếp tục tham gia bộ phim truyền hình lịch sử Ngọn nến Hoàng cung với vai Nam Phương Hoàng hậu, hiện tại đây là vai diễn điện ảnh cuối cùng của bà, được xem là một vai diễn để đời và kinh điển.
Yến Chi hiện có học hàm Phó Giáo sư và học vị Tiến sĩ Nghệ thuật học. Năm 2017, bà làm Tổng đạo diễn vở kịch Tình nghệ sĩ của Paul Gallico do Nhà hát Thế giới trẻ biểu diễn. Năm 2023, bà được báo Người Lao Động trao tặng giải thưởng Mai Vàng tri ân vì những đóng góp với nền văn học nghệ thuật nước nhà.

## Vai diễn

### Điện ảnh
| Năm  | Tự đề               | Vai diễn | Đạo diễn        | Chú thích |
| ---- | ------------------- | -------- | --------------- | --------- |
| 1991 | Hoàng hôn nhiệt đới | Lan      | Trần Trung Nhàn |           |
| 1988 | Ngày về             |          | Tự Huy          |           |
| 1991 | Giông tố            | Thị Mịch | Nguyễn Mạnh Lân |           |
| 1994 | Mảnh đất tình đời   | Duyên    | Nguyễn Vinh Sơn |           |

### Truyền hình - video
| Năm  | Tự đề                  | Hình thức | Vai diễn             | Đạo diễn         | Chú thích |
| ---- | ---------------------- | --------- | -------------------- | ---------------- | --------- |
| 1992 | Hai nửa thương yêu     | Video     | Cam Ly               | Huy Thành        |           |
| 1997 | Những nẻo đường phù sa | Dài tập   |                      |                  |           |
| 2000 | Tôi vào đời            | Video     | Thùy (Bà bán chuột)  | Nguyễn Quốc Hưng |           |
| 2004 | Ngọn nến Hoàng cung    | Dài tập   | Nam Phương Hoàng hậu | Nguyễn Quốc Hưng |           |

### Sân khấu
- Bão không mùa - vai Khuyết[6]
- Thời con gái đã xa - vai Hà[5]

### Ấn bản
- Sân khấu Thành phố Hồ Chí Minh – Hà Nội với những nét đặc thù[6]
- Chuyên luận: Nghệ thuật biên kịch Arthur Miller[12]